# GOMOS
GOMOS est le nom d'un instrument du satellite ENVISAT, d'analyse notamment de la couche d'ozone.
Le nom est l'acronyme de "Global Ozone Monitoring by Occultation of Stars", car il fonctionne par analyse de la lumière reçue lors d'occultations d'étoiles par l'atmosphère terrestre alors que le satellite défile.